# Giuseppina Grisoni

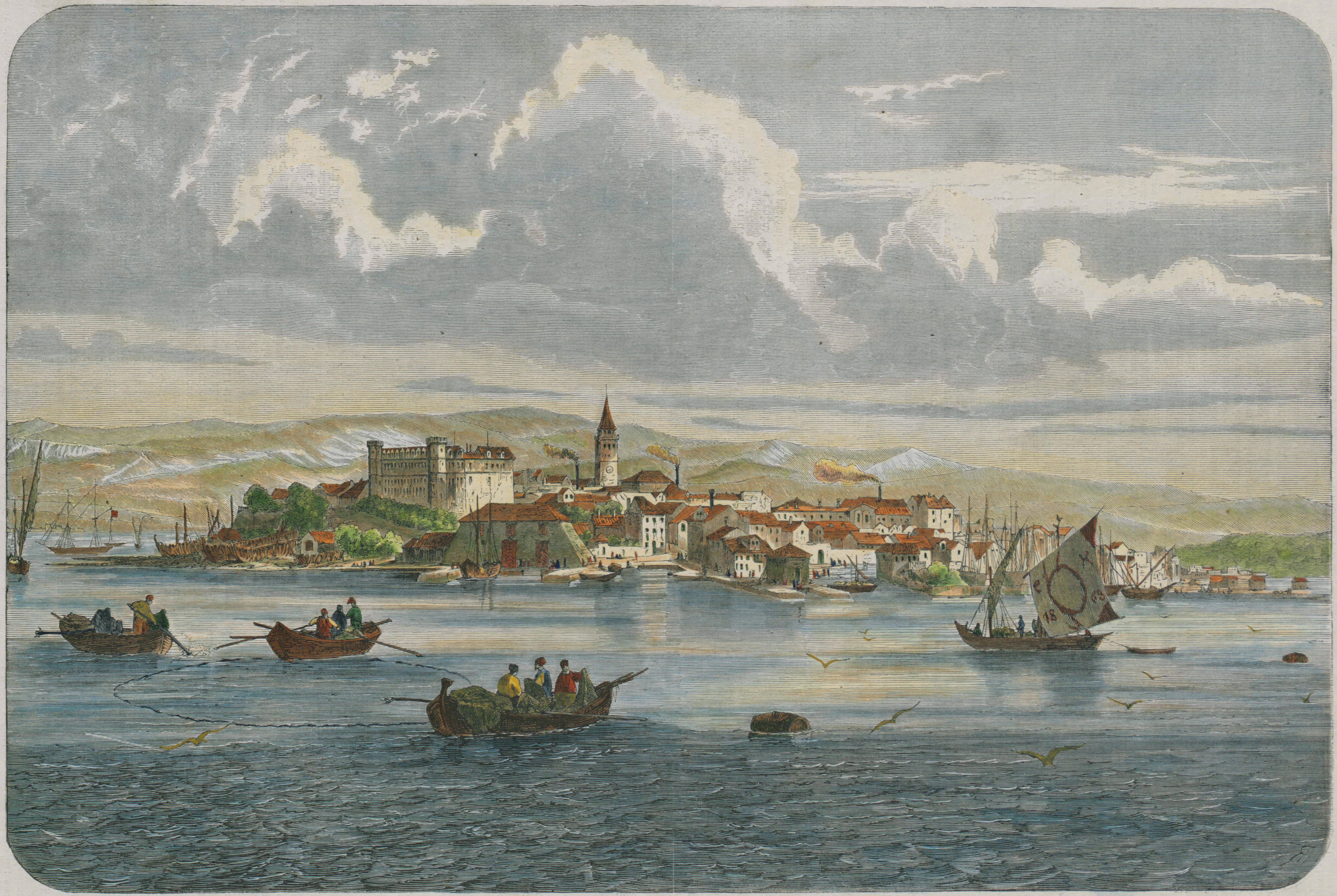
Vista de Capodistria, ciudad donde residió y contrajo matrimonio Giuseppina.

Giuseppina Grisoni (1808-17 de noviembre de 1837) fue una noble italo-germana del siglo XIX.

## Biografía
Fue una de los hijos del conde Francesco Grisoni y de su esposa, Marianna Pola Grisoni. Tuvo un hermano, Santo Raimondo Pompeo (-1833). Su padre era el último representante de una importante familia veneciana que, desde el siglo XIII, se había establecido en Treviso.
Su hermano Pompeo fallecería en 1833 como consecuencia de un duelo tras un incidente durante el último día del carnaval milanés. Esta muerte convirtió a Giuseppina en heredera de la casa Grisoni.
El 19 de octubre de 1835 contrajo matrimonio en Capodistria con su primo hermano Alfredo, conde de Neipperg. Alfredo era cabeza de una de las conocidas casas mediatizadas, la casa de Neipperg. Estas casas habían perdido sus derechos de soberanía en 1803 y sus territorios fueron incorporados a otros estados, en el caso de la casa de Neipperg, a reino de Wurtemberg.
Murió el 17 de noviembre de 1837. Fue enterrada en la zona reservada a la familia Neipperg en el cementerio del Massenbachhausen, parte del reino de Wurtemberg. Tras su muerte y faltos de herederos, sus padres dedicarían su patrimonio a distintas obras asistenciales en Capodistria.

## Títulos y órdenes

### Títulos
| ● 1808-1835:                    | la condesa Giuseppina Grisoni                           |
| ● 1835-17 de noviembre de 1837: | Su Alteza Ilustrísima (Erlaucht) la condesa de Neipperg |

### Órdenes
- Dama de la Orden de la Cruz Estrellada ( Imperio austríaco, 1836)[7]